# 미쓰이스미토모 파이낸셜 그룹

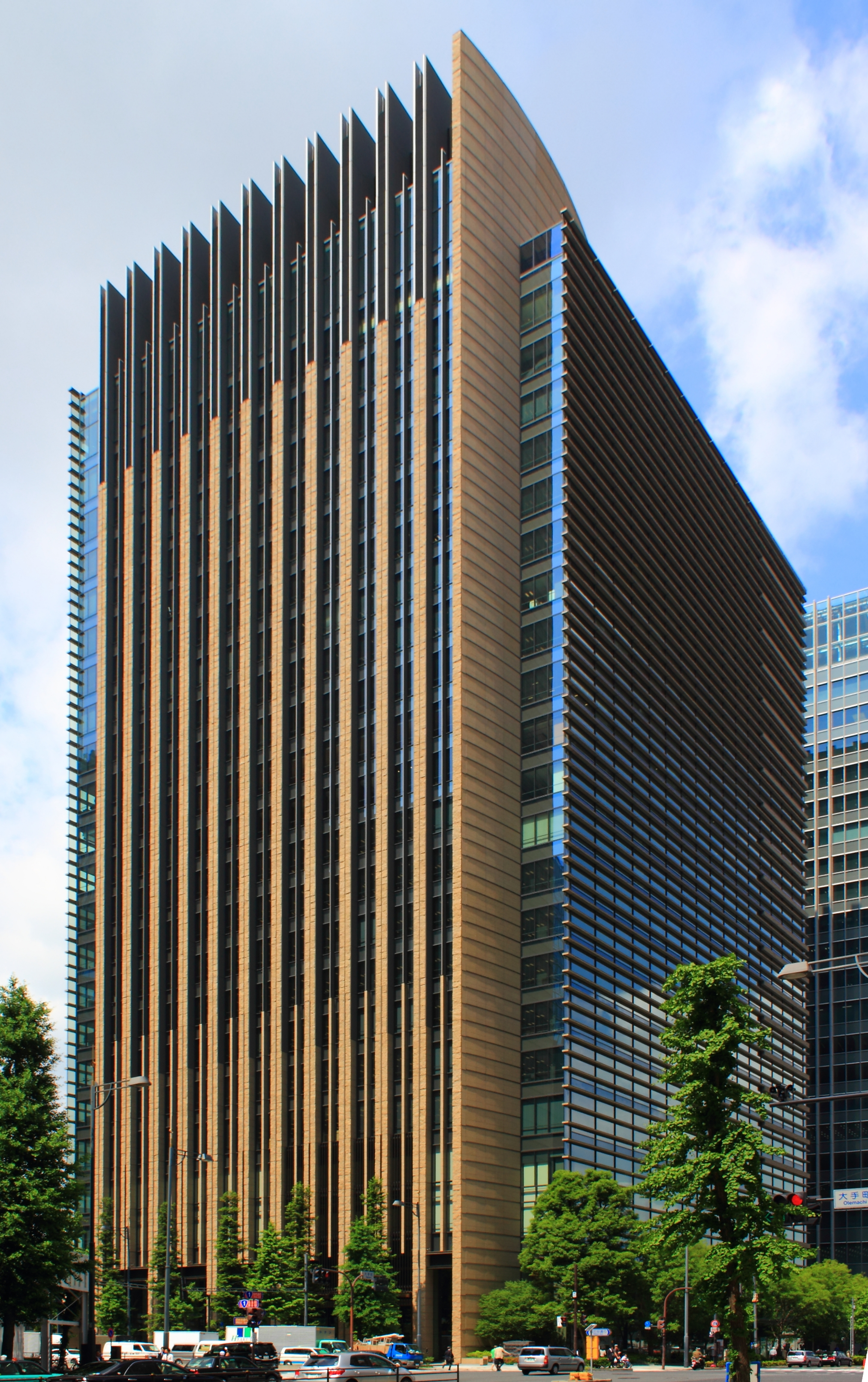

주식회사 미쓰이스미토모 파이낸셜 그룹(일본어: 株式会社三井住友フィナンシャルグループ, 영어: Sumitomo Mitsui Financial Group, Inc.)은 도쿄도 지요다구 마루노우치에 본사를 두고 있는 일본의 주요 금융지주회사이다. 미쓰이스미토모 은행(SMBC, 도시은행), 미쓰이스미토모 카드(신용카드 회사), 미쓰이스미토모 파이낸스 & 리스, 일본종합연구소, SMBC 프렌드 증권을 산하에 두고 있다.
도쿄 증권거래소, 나고야 증권거래소, 뉴욕 증권거래소에 각각 상장돼 있다. 상장 종목으로서 ‘미쓰이스미토모’라는 약칭을 사용하고 있다. 영문 회사명으로는 앞의 두 단어 순서를 바꾸어 영어: Sumitomo Mitsui Financial Group 스미토모 미쓰이 파이낸셜 그룹[*]을 사용하므로, 약칭이 SMFG이다.